# دابل هلیکس گیمز
دابل هلیکس گیمز (انگلیسی: Double Helix Games) یک شرکت توسعه‌دهنده بازی ویدئویی آمریکایی مستقر در ارواین، کالیفرنیا بود، که در اکتبر ۲۰۰۷ از طریق ادغام کالکتیو و شاینی انترتینمنت، دو استودیوی متعلق به فاندیشن ۹، تأسیس شد. دابل هلیکس گیمز توسط آمازون خریداری شد و در فوریه ۲۰۱۴ در آمازون گیم استودیوز ادغام شد.